# Michaela Foitová
Michaela Foitová (* 17. února 1992 Třebíč) je česká herečka.

## Biografie
Michaela Foitová se narodila v roce 1992 v Třebíči, v roce 2017 vystudovala činoherní herectví na Divadelní fakultě Janáčkovy akademie múzických umění, během studia působila v brněnském Studiu Marta. Následně odešla do Liberce, kde nastoupila do Divadla F. X. Šaldy, působila také v Divadle Letí nebo ve Slováckém divadle v Uherském Hradišti. V roce 2020 působí také v Divadle pod Palmovkou v Praze, kde v rámci studia PalmOFF účinkuje ve hře Mickey Mouse je mrtvý. V libereckém divadle účinkovala v několika hrách, např. ve hře Cena facky aneb Gottwaldovy boty nebo Poprask na laguně nebo v muzikálu Ženy na pokraji nervového zhroucení.